# Calheta (Kap Verde)
Calheta ist ein Dorf auf den Kapverdischen Inseln. Es liegt im Westen der Insel Maio etwa zehn Kilometer nördlich der Inselhauptstadt Cidade do Maio und ist nach ihr mit etwa 1.156 Einwohnern die zweitgrößte Siedlung der Insel.
Die lokale Fußballmannschaft des Vereins Académica da Calheta spielt in der Liga Insolar do Maio, die sie 2007, 2008 und 2014 gewinnen und dadurch jeweils anschließend an der nationalen Meisterschaft, dem Campeonato Cabo-verdiano de Futebol, teilnehmen konnte.